# Maharši
Maharši (v sanskrtu महर्षि; doslova „velký rši“) je označení pro ršije, staroindické mudrce, kterým podle tradice byly zjeveny védy. Samotný pojem je složen ze sanskrtských slov mahá, což je „velký“, a rši (mudrc, světec, básník, ...).
V novodobé tradici se pojem maharši užívá i jako oslovení pro ty, kteří dosáhli osvícení. K nositelům tohoto jména patří např. Mahariši Maheš Jógi či Ramana Maharši.